# 凯·沃辛顿
凯·沃辛顿（英語：Kay Worthington，1959年12月21日—），加拿大女子赛艇运动员。她曾代表加拿大参加1984年、1988年和1992年夏季奥林匹克运动会赛艇比赛，其中1992年奥运会获得二枚金牌。